# Ботътот
Окръг Ботътот (на английски: Botetourt County) е окръг в щата Вирджиния, Съединени американски щати. Площта му е 1406 km², а населението – 33 596 души (1 април 2020). Административен център е град Финкасъл.